# Chalcides parallelus
Chalcides parallelus (чафарінаський сцинк) — вид сцинкоподібних ящірок родини сцинкових (Scincidae). Мешкає в регіоні Магрибу.

## Поширення і екологія
Чафарінаські сцинки поширені на узбережжі Середземного моря на північному сході Марокко та на північному заході Алжиру, від Надора і іспанського ексклава Мелілья на 250 км на схід до миса Карбон поблизу Арзева, а також на островах Чафарінас, що належать Іспанії. Вони живуть серед піщаних дюн, порослих середземноморськими чагарниками, на соснових і евкаліптових плантаціях, серед каміння, на висоті до 30 м над рівнем моря. Живородні.

## Збереження
МСОП класифікує цей вид як такий, що перебуває під загрозою зникнення. Chalcides parallelus загрожує знищення природного середовища.